# 붉은사랑
붉은사랑(滾滾紅塵, Red Dust)은 홍콩에서 제작된 엄호 감독의 1991년 드라마, 전쟁 영화이다. 임청하 등이 주연으로 출연하였고 서풍 등이 제작에 참여하였다.

## 출연

### 주연
- 임청하
- 진한

### 조연
- 장만옥
- 오요한
- 고미화
- 엄호

## 제작진
- 출품인: 탕군년